# 法雅博物館

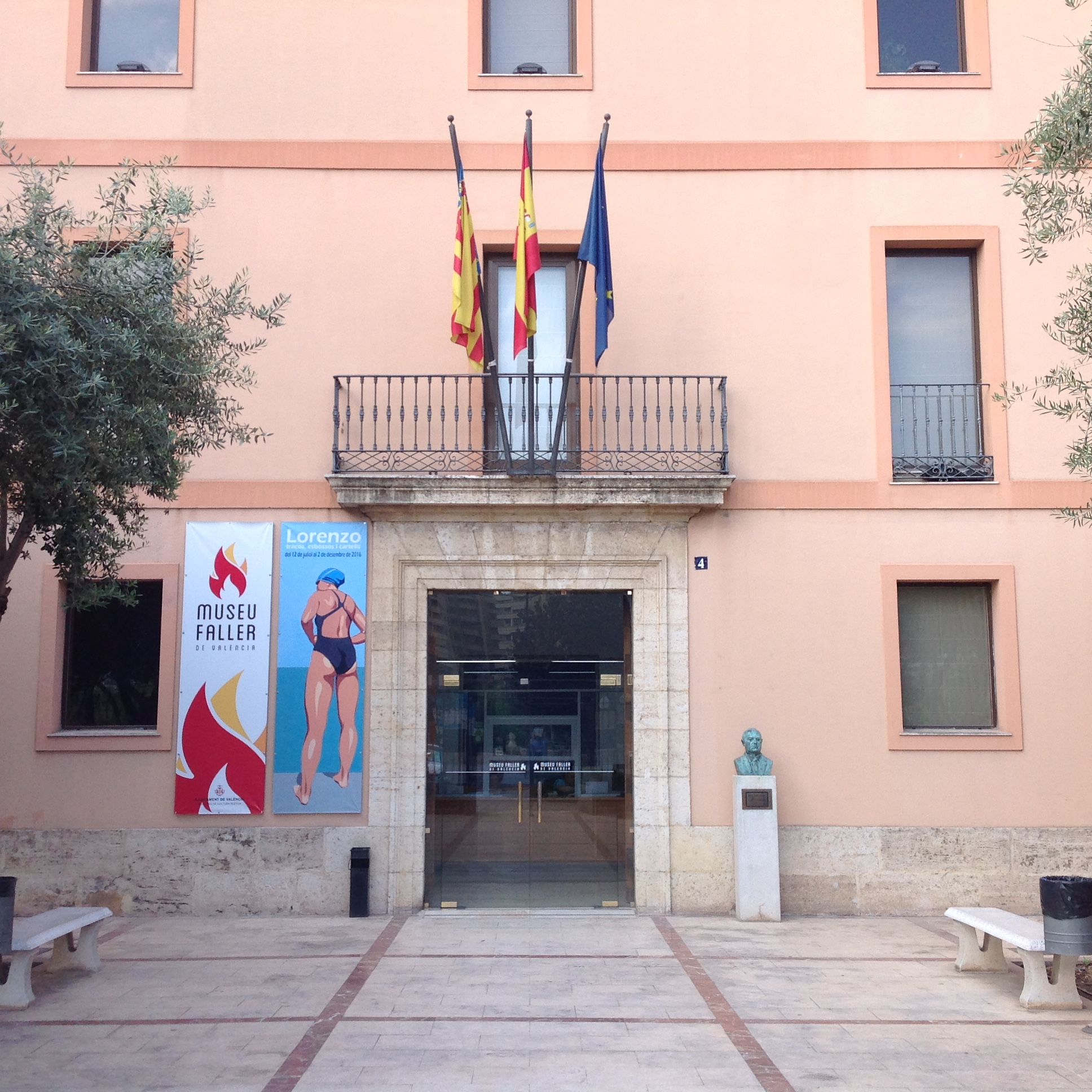

法雅博物館 （巴伦西亚语：Museu Faller；西班牙语：Museo Fallero）是西班牙巴伦西亚的一座博物馆，自1971年成立以来一直设于原圣文生修道院（convento de la casa misión de San Vicente de Paül）内。修道院建于1831年，保留了部分结构，后来曾用作监狱、军营或仓库。1990年代初博物馆进行修复，1995年重新开放。

## 历史
法雅节是一个受欢迎的节日，起源于18世纪中叶的巴伦西亚，在每年的3月14日至3月19日，即圣若瑟瞻礼前夕举行。节日使用的尼诺人偶，如果未在圣若瑟瞻礼日燃烧，则保存于法雅博物館。